# كيفن بينافيدس
كيفن ماكس بينافيدس (بالإنجليزية: Kevin Max Benavides)‏ (من مواليد 9 يناير 1989) هو راكب دراجة نارية أرجنتيني، احتل المركز الأول في رالي داكار 2021، والمركز الثاني في رالي داكار 2018 (الدراجات). وهو سائق سابق في سباق هوندا Monster Energy. في أبريل 2021، وقع على السباق على Red Bull KTM Factory Racing في كل من بطولة العالم لسباقات الضاحية FIM ورالي داكار على متن KTM 450 RALLY.